# Кореїз
Кореї́з (крим. Koreiz) — селище в Україні, у складі Ялтинського району Автономної Республіки Крим.

## Загальні відомості
Розташований у центральній частині Південного берега Криму, за 12 км на захід від Ялти (автошлях Т 2709) і за 95 від Сімферополя, на березі Чорного моря, на півночі упирається в гори Ай-Петрі, на сході межує зі смт Гаспра, на заході — з м. Алупка. Має автобусне і морське сполучення з Ялтою і Севастополем і морське — з Алупкою. Складові частини смт — Нижній Місхор і Верхній Місхор.
Кореїз (варіанти Куреїз, Курене, Хореїз, Кюріз) означає «заселене місце», «селище», від грецького χωρıο — село, та -εις — суфікс множини в діалекті кримських греків.

## Динаміка чисельності населення
- 1805 рік — 56 осіб (всі кримські татари)
- 1926 рік — 567 осіб (457 кримських татар, 70 росіян, 18 греків, 12 українців, 3 вірменин, 2 білоруси)
- 1939 рік — 1 699 осіб
- 1989 рік — 7 694 осіб
- 2001 рік — 6 529 осіб, у тому числі: росіян і українців — 98 %, кримських татар — 1 %, представників інших національностей — 1 %.[3]

## Історія

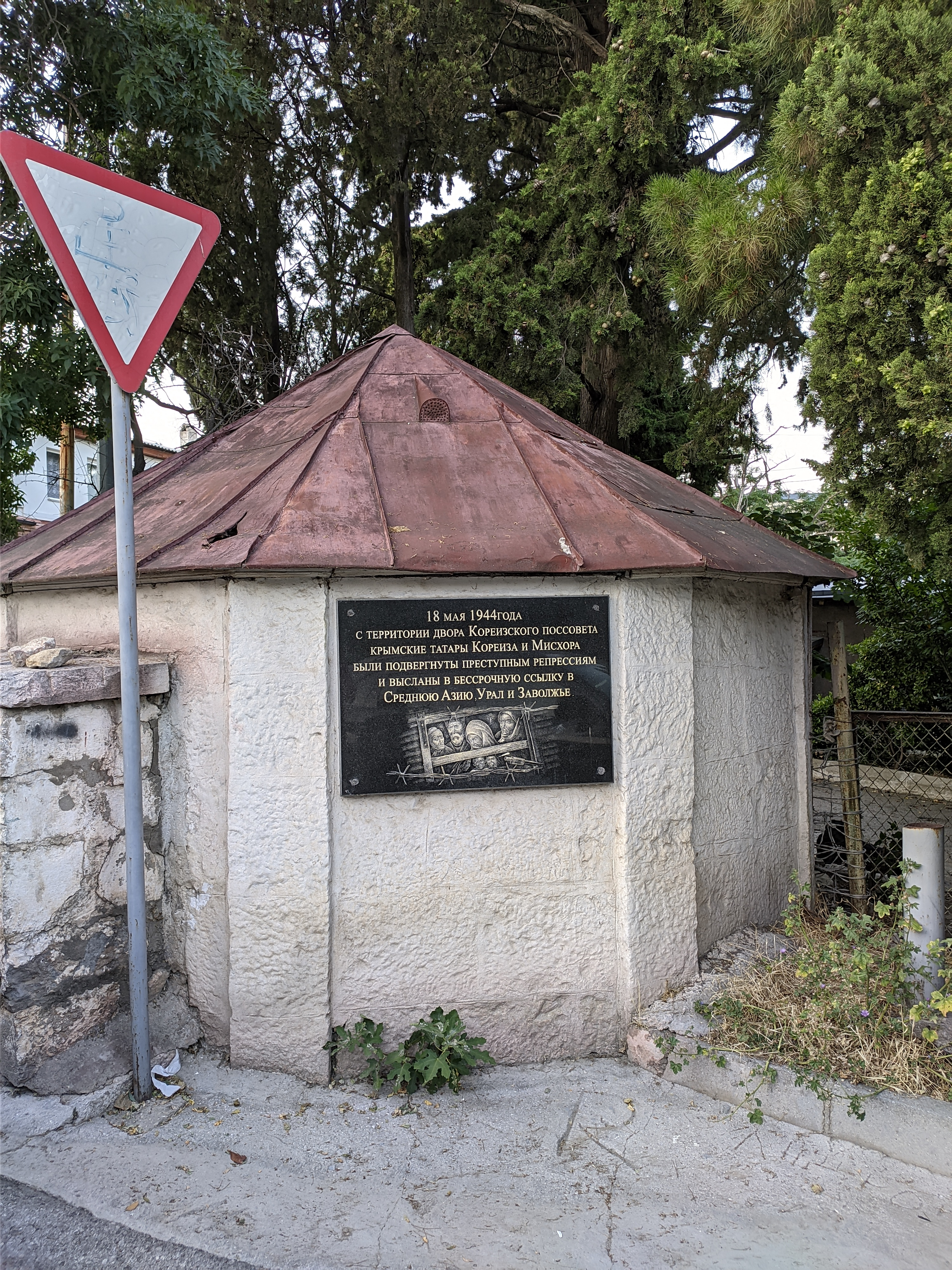
Пам'ятник жертвам депортації 1944 року

Перші письмові згадки про поселення в даній місцевості датуються VIII ст. Тоді тут вже існували невеликі поселення, найдавнішим з яких було Кореїз — Куреїз, Хореїз, Кюреїз. До цього ж періоду відноситься й історія заснування Місхора (від грецького слова «Меси-хора» — середнє село або «Місихора» — половина села).
До приєднання Криму до Російської імперії територія селища була малозаселеною. Починаючи з середини XIX ст. тут будуються великі маєтки: палац А. Голициної, міністра внутрішніх справ Наришкіна в Місхорі, палац «Дюльбер» та інші.
З 1922 р. Кореїз — курортне селище, де побували Інеса Арманд, Клара Цеткін, Д. Ібаррурі, Георгій Димитров, Г. Полліт, Хо Ші Мін, А. Цвєтаєва та інші.
У 1922 р. тут на базі декількох маєтків відкрився сезонний будинок відпочинку. Центром його стала колишня дача Токмакових — «Нюра», зруйнована під час Другої світової війни. Дача «Нюра» входила до складу маєтку «Олеїз», який належав сибірському купцю І. Токмакову. На кошти Токмакова в селищі були побудовані лікарня, школа, народний будинок (нині Кореїзький клуб), у якому свого часу виступали: Антон Чехов, Лев Толстой, Федір Шаляпін, Максим Горький. В «Олеїзі» побували І. Купрін, Леонід Андреєв, М. Єрмолова, Сергій Рахманінов. З 1901 р. на дачі «Нюра» поселився Максим Горький з сім'єю.
У 1924 р. в Кореїзі відкритий санаторій «Ай-Петрі» (колишня назва «Комунари»), заснований на базі колишнього дворянського особняка першої половини XIX ст. і дач фабриканта С. Морозова. В Кореїзькому палаці, який до більшовицького перевороту належав князям Юсуповим, у 1945 р. розміщувалася радянська делегація, яка брала участь в Ялтинській конференції, у 1925—1926 рр. відпочивав Фелікс Дзержинський. У 50-х рр. XX ст. два населені пункти Місхор і Кореїз були адміністративно об'єднані.

## Пам'ятки
На території селища розташована пам'ятка садово-паркової архітектури Місхорський парк (кінець XVIII — початок XIX ст.), архітектура — палац «Дюльбер» (1895—1897 рр.), Кореїзький палац, скульптурна група початку XX ст. (скульптор Амандус Адамсон). Улюбленим місцем відпочинку також є широко відома набережна «Русалка».

## Природноресурсний потенціал
Субтропічний клімат, море, ліс і гори.

## Економіка
Основні підприємства селища: санаторно-курортний комплекс; відділення «Кореїз» винрадгоспу «Лівадія»; ГСУ-44; автобаза МО України.

## Соціальна сфера
У селищі — 1 загальноосвітня школа, дитячий комбінат; лікарня, поліклініка, 12 санаторіїв, пансіонатів та будинків відпочинку; клуб, кінотеатр, художній колектив санаторію «Білорусь», дитяча художня школа, 2 будинки-музеї — диригента Рахліна і Палац-музей Юсупова; зона відпочинку — Місхорський парк, сосновий і маслинові гаї, паркові зони курортних установ, набережна «Русалка».
Релігійні громади: УПЦ (МП), мусульманська, вірменська, євангельських християн-баптистів.
Діє мечеть Кореїз Джамісі.

## Галерея
|                       |                   |                              |                |               |
| Мечеть Кореїз джамісі | Юсуповський палац | Пляж Кореїзу в розпал сезону | Один з готелів | Палац Дюльбер |